# Kirs (město)
Kirs (rusky Кирс) je město v Kirovské oblasti v Ruské federaci. Při sčítání lidu v roce 2010 měl přes deset tisíc obyvatel.

## Poloha a doprava
Kirs leží na stejnojmenné říčce, přítoku Vjatky v povodí Kamy. Od Kirova, správního střediska oblasti, je vzdálen přibližně 220 kilometrů severovýchodně.
Z Kirsu vedou silnice na jihozápad do Belaje Cholunice, na jih do Omutninsku a na severovýchod do Světlopoljansku.

## Dějiny
Kirs vznikl v roce 1729 jako dělnické sídlo k zde založené železárně. Jeho jméno bylo odvozeno od jména říčky, které je z komijštiny.
Od roku 1965 má Kirs status města.

### Rodáci
- Alexandr Petrovič Smirnov (* 1996), fotbalista